# 济莱高速铁路
济莱高速铁路，又称济莱城际铁路，是中国山东省济南市一条连接历城区济南东站与莱芜区、钢城区（原莱芜市）的客运专线，正线全长117.503km，设计时速为350km/h，原计划2023年9月底前建成。2022年12月30日，济莱高铁正式建成通车，济南到莱芜到时间缩短至20分钟。
济莱高铁由中铁二院勘察设计、济南轨道交通集团建设，这也是国内为数很少的由轨道交通集团建设的高铁工程。2019年1月莱芜市并入济南市，受此影响，济莱高铁也成为了中国第一条市内高铁。线路远期规划延伸至临沂市，称为“济莱临高速铁路”。

## 主要站点
全線位於山東省济南市內。
| 济莱高速铁路 |              |        |        |            |                           |                                             |      |
| 名称         | 里程（公里） | 所在地 | 所在地 | 规模       | 连接铁路                  | 城市轨道交通换乘路线                        | 备注 |
| 济南东       | 0.000        | 济南市 | 历城区 | 13站台27线 | 济青高速铁路 石济客运专线 | 济南轨道交通3号线 济南轨道交通6号线（建设） |      |
| 历城         | 14.017       | 济南市 | 历城区 | 3站台7线   | 济泰城际铁路（规划）      | 不適用                                      |      |
| 章丘南       | 44.620       | 济南市 | 章丘区 | 2站台4线   | 不適用                    | 不適用                                      |      |
| 雪野         | 62.960       | 济南市 | 莱芜区 | 2站台4线   | 不適用                    | 不適用                                      |      |
| 莱芜北       | 85.960       | 济南市 | 莱芜区 | 2站台6线   | 不適用                    | 济南轨道交通S3线（规划）                    |      |
| 钢城         | 117.565      | 济南市 | 钢城区 | 2站台4线   | 不適用                    | 济南轨道交通S3线（规划）                    |      |

## 项目进度
2017年12月29日，济南至莱芜高速铁路雪野隧道开工。
2019年9月18日，济莱高速铁路全线开工。
2021年9月10日，济滨铁路引入济南东站引起济莱高铁I类变更设计获山东省交通运输厅批复。12月8日，济莱高铁济南东特大桥上跨济青高铁转体桥于济青高速铁路、北辛店联络线上空成功“牵手”。
2022年4月3日，济莱高铁开始铺轨。6月30日，济莱高铁全线铺轨贯通。8月30日，济莱高铁顺利完成静态验收。9月15日，正式启动联调联试。11月9日，联调联试工作顺利结束。12月30日，济莱高铁正式开通。